# فوجیشیرو گوزن
فوجیشیرو گوزن (به ژاپنی: 藤代御前 Fujishiro Gozen)؛ قرن شانزدهم – نامشخص) اونا بوگیشا در دوره سنگوکو اهل ولایت موتسو بود.